# انریکه هورمازابال
انریکه هورمازابال (انگلیسی: Enrique Hormazábal؛ ۶ ژانویه ۱۹۳۱ – April 18, 1999) بازیکن فوتبال اهل شیلی بود.
از باشگاه‌هایی که در آن بازی کرده‌است می‌توان به باشگاه فوتبال کولو-کولو اشاره کرد.
وی همچنین در تیم ملی فوتبال شیلی بازی کرده‌است.